# Eigentlich möchte Frau Blum den Milchmann kennenlernen
Eigentlich möchte Frau Blum den Milchmann kennenlernen ist eine Sammlung von 21 Kurz- und Kürzestgeschichten von Peter Bichsel. Der Band erschien 1964 im Walter Verlag in Olten. Es handelt sich dabei um Bichsels zweite Buchveröffentlichung nach dem als Privatdruck herausgegebenen Versuch über Gino.

## Inhalt
Die sehr knappen, zwischen einer halben und fünf Seiten langen Geschichten skizzieren in nüchternem, lakonischem Stil Ausschnitte aus dem Alltag einfacher Leute. Die Titel der einzelnen Geschichten lauten:
- Stockwerke
- Die Männer
- Blumen
- Pfingstrosen
- November
- Die Löwen
- Musikdosen
- Holzwolle
- Sein Abend
- Der Milchmann
- Herr Gigon
- Die Beamten
- Vom Meer
- Das Messer
- San Salvador
- Das Kartenspiel
- Der Tierfreund
- Die Tante
- Die Tochter
- Roman
- Erklärung

## Rezeption
Durch Eigentlich möchte Frau Blum den Milchmann kennenlernen wurde Bichsel sehr schnell im deutschen Sprachraum und darüber hinaus bekannt. Zudem durfte er nun an Treffen der Gruppe 47 teilnehmen, die ihm 1965 ihren Literaturpreis verlieh. Der Band ist bis heute überaus erfolgreich: Bis 1991 erschienen im Walter-Verlag 18 Auflagen, danach folgten weitere im Suhrkamp Verlag (2012 die 9. Auflage in der Reihe Suhrkamp Taschenbuch). Außerdem wurde er ins Dänische, Englische, Französische, Italienische, Koreanische, Norwegische, Slowenische, Spanische, Thailändische, Türkische und Ungarische übersetzt.
Die Geschichten San Salvador und Die Tochter wurden in verschiedenen Schulbüchern wiederveröffentlicht und werden oft im Deutschunterricht behandelt.
Das Schweizer Radio und Fernsehen produzierte 2015 anlässlich von Bichsels 80. Geburtstag aus den Geschichten eine 43-minütige Hörcollage.
2025 erschien eine erweiterte Neuausgabe unter Berücksichtigung des Archivmaterials. Sie enthält Varianten der bekannten und unbekannte Geschichten.

## Textausgaben
- Peter Bichsel: Eigentlich möchte Frau Blum den Milchmann kennenlernen. 21 Geschichten. 9. Auflage. Suhrkamp, Frankfurt am Main 2012, ISBN 9783518390672.
- Peter Bichsel: Eigentlich möchte Frau Blum den Milchmann kennenlernen. Geschichten. Erweiterte Neuausgabe (= Bibliothek Suhrkamp. 1561). Hrsg. von Andreas Mauz und Beat Mazenauer. Suhrkamp, Berlin 2025, ISBN 978-3-518-22561-5.